# Original Me
Original Me – czwarty album niemieckiego trio Cascada, wydany ogólnoświatowo 20 czerwca 2011 roku w Wielkiej Brytanii, nakładem wytwórni All Around The World. Płytę poprzedzał wydany w marcu 2010 singiel "Pyromania".
Do albumu dołączona jest płyta Greatest Hits która zawiera największe przeboje Cascady od czasu debiutu w 2004.

## Single
- "Pyromania" pierwszy singiel promujący płytę. Wydany został 19 marca 2010 przez Zooland Records. Piosenka jest śpiewana w całości przez Natalie Horler, w której słychać tylko słowa "pyro-pyro" śpiewane przez mężczyznę. Singiel odniósł sukces na listach przebojów. Znalazł się w Top 40 w Austrii, Czechach, Niemczech, Holandii i Szkocji.

- "Night Nurse" wydany został jako singiel promocyjny 7 listopada 2010. W kompozycji głosu użyczyła grupa R.I.O. Piosenka została wydana w Wielkiej Brytanii na składance "Clubland 18". W teledysku widać wokalistkę Natalie Horler wymalowaną świecącą farbą. Piosenka znalazła się na #67 pozycji na listach przebojów w Czechach.

- "San Francisco" wydany został jako trzeci singiel 3 czerwca 2011 w Niemczech i 6 czerwca w Wielkiej Brytanii. Oficjalna premiera teledysku do utworu odbyła się na portalu YouTube 28 kwietnia 2011. Pokazana jest w nim Horler, która wraz z grupą tancerzy ubrana jest w stylu hipisowskim. Piosenka spotkała się z pozytywnymi recenzjami. Porównywana była do hitu Katy Perry "California Gurls" z 2010. "San Francisco" okazał się sukcesem komercyjnym w Austrii i uznawany jest jako najlepszy singiel od czasu wydania electropopowej piosenki "Evacuate the Dancefloor" w 2009. Na notowaniach piosenka znalazła się na miejscu #14, natomiast w Niemczech i Holandii zajęła #13 pozycję.

- "Au Revoir" został wydany 23 września 2011 w formacie digital download. Piosenka zajęła #73 pozycję w German Singles Chart i #31 w Australian Singles Chart. Teledysk towarzyszący singlowi reżyserował Lex Halaby. Jego premiera miała miejsce w Clubland TV w Wielkiej Brytanii.

## Lista utworów
1. "San Francisco"
2. "Au Revoir"
3. "Unspoken" (feat. Calprit)
4. "Pyromania"
5. "Enemy"
6. "Independence Day" (feat. Calprit)
7. "Stalker"
8. "Night Nurse"
9. "Sinner on the Dancefloor"
10. "Original Me"
11. "Hungover"

Greatest Hits
1. "Everytime We Touch" - 3:19
2. "What Hurts the Most" - 3:39
3. "Evacuate the Dancefloor" - 3:25
4. "Truly Madly Deeply"- 2:55
5. "What Do You Want from Me?" - 2:47
6. "Bad Boy" - 3:13
7. "How Do You Do!" - 3:17
8. "A Neverending Dream" - 3:24
9. "Fever" - 3:19
10. "Wouldn't It Be Good" - 3:29
11. "Dangerous" - 2:58
12. "Because the Night" - 3:26
13. "Faded" - 2:48
14. "Perfect Day" - 3:42
15. "Last Christmas" - 3:52

iTunes bonus track
1. "Cascada Megamix" - 5:38

## Daty wydania
| Państwo           | Data            | Format               | Wytwórnia            |
| ----------------- | --------------- | -------------------- | -------------------- |
| Holandia          | 17 czerwca 2011 |                      |                      |
| Wielka Brytania   | 19 czerwca 2011 | CD, digital download | All Around The World |
| Australia         | 21 czerwca 2011 | CD, digital download | Zooland              |
| Niemcy            | 24 czerwca 2011 | CD, digital download | Zooland              |
| Kanada            | 5 lipca 2011    |                      |                      |
| Stany Zjednoczone | 5 lipca 2011    |                      |                      |